# Worcestershire
Worcestershire je anglické nemetropolitní, ceremoniální a tradiční hrabství. Jeho administrativním centrem je město Worcester. Hrabství sousedí s hrabstvími Herefordshire, Shropshire, Staffordshire, West Midlands, Warwickshire a Gloucestershire. V hrabství žije přibližně 609 tisíc obyvatel.

## Historie
Worcestershire se stal známý díky bitvě u Eveshamu, ve které dne 4. srpna 1265 zemřel Šimon z Montfortu, 6. hrabě z Leicesteru, a také díky anglické občanské válce, kdy zde roku 1651 proběhla bitva u Worcesteru. Ve městě Droitwich Spa na severu hrabství se již od časů Římské říše těžila sůl. Městem Droitwich Spa probíhala důležitá římská cesta. V hrabství byly vydávány od roku 1690 nejstarší celosvětově nepřetržitě vydávané noviny zvané Berrow’s Journal. Worcestershire bylo mezi lety 1974 až 1998 spojeno s hrabstvím Herefordshire do jednoho hrabství Hereford and Worcester. Rozlohy hrabství po rozdělení však již neodpovídaly těm před rokem 1974.

## Administrativní členění
Hrabství Worcestershire se skládá ze šesti distriktů: 
1. Worcester
2. Malvern Hills
3. Wyre Forest
4. Bromsgrove
5. Redditch
6. Wychavon

## Města a obce
- Abberley
- Barnt Green, Bewdley, Broadway, Bromsgrove
- Droitwich Spa
- Evesham
- Great Malvern
- Hartlebury, Hollywood
- Kidderminster, Kington
- Lindridge, Little Malvern
- Malvern Link, Malvern Wells
- Naunton Beauchamp, North Malvern
- Pershore
- Redditch
- Stourport on Severn
- Tibberton
- Upton Snodsbury, Upton upon Severn
- Wadborough, Wildmoor, Worcester, Wychbold